# Sydney David Pierce
Sydney David Pierce, född 30 mars 1901, död 17 maj 1992, var en friidrottare från Kanada. Han deltog vid olympiska sommarspelen 1924.